# پاول ورنر هوپه
پاول ورنر هوپه (به آلمانی: Paul-Werner Hoppe) (زاده ۲۸ فوریه ۱۹۱۰- مرگ ۱۵ ژوئیه ۱۹۷۴) یک افسر آلمانی در دوره رایش سوم و از سپتامبر ۱۹۴۲ تا آوریل ۱۹۴۵ فرمانده اردوگاه مرگ اشتوتهوف بود.